# Bamali (langue)
Pour les articles homonymes, voir Bamali.
Le bamali – également connu sous le nom de chopechop, ngoobechop. – est une langue bantoïde des Grassfields parlée par environ 10 800 personnes (2008) dans le Nord-Ouest du Cameroun, dans le département du Ngo-Ketunjia, au sud de Ndop et dans la plaine de Ndop.
Elle est proche du bambalanget du bafanj.